# Serko (film)
Pour l’article homonyme, voir Serko.
Pour plus de détails, voir Fiche technique et Distribution.
Serko est un film français de Joël Farges, sorti en 2006.

## Synopsis
En 1889, monté sur un petit cheval gris nommé Serko, Dimitri quitte sa garnison des confins asiatiques de l'Empire russe sur les bords du fleuve Amour. Après d'extraordinaires péripéties, tous deux arrivent à Saint-Pétersbourg, à la cour du Tsar. Ayant couvert plus de 9000 kilomètres en moins de 200 jours, ce jeune cavalier a réalisé ainsi le plus fantastique exploit équestre de tous les temps.

## Fiche technique
- Titre : Serko
- Réalisation : Joël Farges
- Scénario : Joël Farges, Michel Fessler et Jean-Louis Leconte d'après le roman de Jean-Louis Gouraud
- Musique : Beatrice Thiriet
- Costumes : Edith Vesperini
- Décors : Sergei Dmitriev
- Photographie : Igor Luther
- Montage : Jacques Comets
- Production : Catherine Dussart, Andrey Sigle
- Production exécutive : Anatoly Terentyev
- Format image : 2.35 : 1 Cameras Hawk Anamorphic Lenses 35 mm / Dolby Digital 5.1
- Langue de tournage : français
- Lieux de tournage : Moscou et Sibérie (dont Irkoutsk)
- Date de sortie salle : France : 29 mars 2006

## Distribution
- Alexeï Tchadov : Dimitri Pechkov
- Jacques Gamblin : Fragonard
- Marina Kim : Rossignol
- Larissa Batourova : Pivoine
- Anya Petoushinova : Semzhid
- Roman Jilkin : Nikolai Pechkov
- Nikolai Smirnov : Bouvarine